# Мануїлівка (станція)
Мануї́лівка — вантажно-пасажирська залізнична станція Луганської дирекції Донецької залізниці.
Розташована в м. Зоринськ, Перевальський район, Луганської області. Станція розташована на ділянці Родакове — Дебальцеве між станціями Кипуча (6 км) та Баронська (8 км).
Через військову агресію Росії на сході Україні транспортне сполучення припинене, водночас керівництво так званих ДНР та ЛНР заявляло про запуск електропоїзда сполученням Луганськ — Ясинувата, що підтверджує сайт Яндекс.